# Gneis Süd

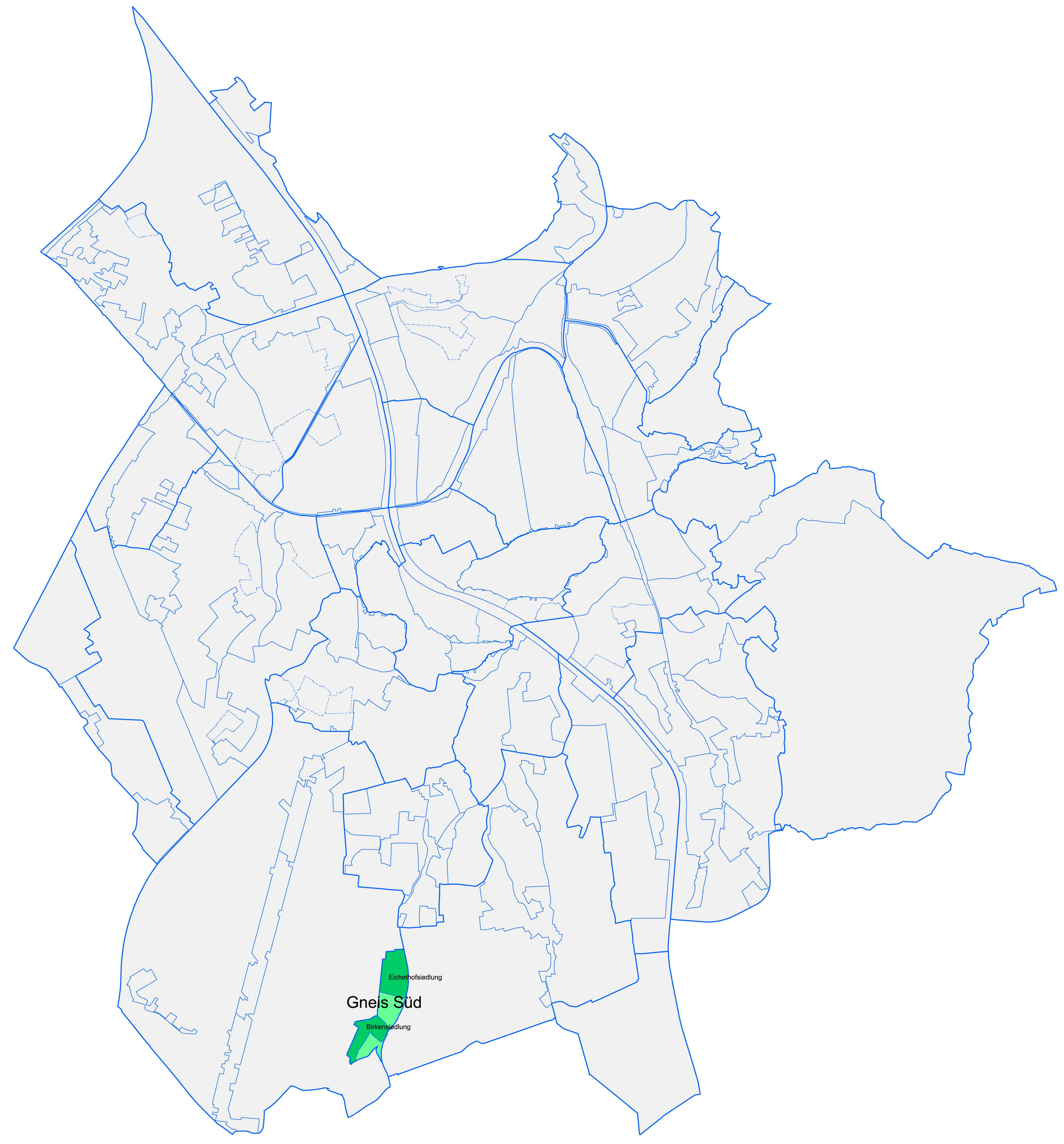
Der Stadtteil Gneis Süd

Unter dem Begriff Gneis-Süd werden seitens der Stadtplanung des Magistrats Salzburg die durch den Morzgerwald räumlich getrennten, nach dem Zweiten Weltkrieg vor allem im Zuge der Ansiedlung von Flüchtlingen gewachsenen Baulandkerne Eichethofsiedlung und Birkensiedlung zusammengefasst, die beide im Raum um den Almkanal westlich der Berchtesgadnerstraße und südlich des Stadtteiles Gneis liegen. Entlang des Almkanales mit seinen eindrucksvollen Kopfweiden am Almkanal verläuft ein Geh- und Radweg, der als Erholungsachse den Siedlungsraum Gneis Süd mit der Altstadt von Salzburg und dem Mönchsberg verbindet.
Vor der Verbauung befanden sich hier landwirtschaftlich wenig ertragreiche Moor-Streuwiesen am Rand des Leopoldskroner Moores, deren Artenreichtum aber früher berühmt war. Hier befanden sich ausgedehnte Bestände der Sibirischen Schwertlilie (Iris sibirica), aber auch die Sumpfgladiole (Gladiolus palustris) und verschiedene Niedermoor-Orchideenarten wuchsen hier häufig.
Der Wald im Westen wurde früher als „Grödiger Eichet“ bezeichnet, da der dortige Moorrandwald in lange zurückliegenden Jahrhunderten ebenso von Eichen geprägt war, wie der Eichetwald im Raum der heutigen Eichetsiedlung (nächst der Kendlersiedlung im Gemeindegebiet von Wals-Siezenheim). Der Wald im Süden der Eichethofsiedlung hieß früher Almholz, die dort wachsenden Eichen lieferte u. a. die Beschlachtung für den Almkanal.